# Thomas von dem Knesebeck (1628–1689)
Thomas von dem Knesebeck (* 14. Juni 1628 in Tylsen; † 23. Januar 1689 in Berlin) war ein brandenburgischer Staatsmann. 

## Leben

### Herkunft und Familie
Thomas war Angehöriger des altmärkischen Adelsgeschlechts von dem Knesebeck. Seine Eltern waren der Hofmeister in Anhalt Hempo von dem Knesebeck (1595–1656) und Anna, geborene von Jagow. 

### Werdegang
Knesebeck war seit 3. Juni 1640 an der Universität Helmstedt immatrikuliert und wechselte ca. 1645 an die Universität Straßburg. Seine 1650 begonnene Kavalierstour führte ihn über Breisach, Basel, Genf, Lyon und Paris.
Seine Laufbahn begann Knesebeck 1659 als anhaltinischer Gesandter nach Wien. Im Jahre 1660 avancierte er zum Geheimen Rat und Hofmeister von Fürst Wilhelm Ludwig von Anhalt-Köthen (1638–1665). Als Der Gesegnete wurde er 1661 in die Fruchtbringende Gesellschaft aufgenommen. Mit dem Tod seines Dienstherren, wurde er Wittumsrat und Hofmeister der Witwe Elisabeth Charlotte (1647–1723) sowie Hofmarschall aller anhaltinischen Höfe. Am 12. Februar 1670 nahm er seinen Abschied und wechselte er als Wirklicher Geheimer Rat, Oberhofmarschall und Kammerdirektor in Bayreuth in brandenburgische Dienste. In den Jahren 1672 bis 1688 war er Oberhofmeister der Kurfürstin Dorothea von Brandenburg (1636–1689). Er wurde mehrfach als Gesandter an dänische und kursächsische Höfe geschickt. Von 1686 bis 1689 war er Kammergerichts- und Konsistorialpräsident sowie seit 1. Juli 1680 als Nachfolger von Achaz von dem Knesebeck (1633–1674) auch Landeshauptmann der Altmark.